# Espace asphérique
En topologie, une branche des mathématiques, un espace asphérique est un espace topologique X dont les groupes d'homotopie πn(X) sont triviaux pour n > 1. 
Un espace asphérique X est donc, par définition, un espace d'Eilenberg-MacLane K(G, 1), où G = π1(X) est le groupe fondamental de X. 